# Conus nanus
El Conus nanus es una especie de caracol de mar, un molusco gasterópodo marino en la familia Conidae, los caracoles cono y sus aliados.
Estos caracoles son depredadores y venenosos. Son capaces de «picar» a los seres humanos y seres vivos, por lo que debe ser manipulado con cuidado o no hacerlo en absoluto.

## Descripción
El tamaño de una concha de adulto varía entre 12 mm y 34 mm. La concha es coronada, con una aguja bastante decaída y estrías granuladas hacia la base. El color de la concha es blanco, con un fino y ligero epidermis de color pardo amarillento, obsolutamente maculado o en ocasiones manchado con castaño. La base es violácea.

## Distribución
Esta especie se encuentra en el océano Índico a lo largo de la cuenca de Mascareñas, en la región del Indo-Pacífico (Polinesia, Australia)